# Quase no Céu
Quase No Céu é um filme brasileiro de 1949, com direção de Oduvaldo Viana. O filme teria servido como experiência para o diretor e o elenco participarem da implantação da televisão no Brasil, em 1950.

## Elenco
- Vida Alves
- Dionísio Azevedo
- Hebe Camargo
- Stela Camargo
- Ayres Campos
- Antonio Carrilo
- Erlon Chaves
- Macedo Costa
- Lia de Aguiar
- Paulo de Alencar
- Heitor de Andrade
- Lima Duarte
- Arminda Falcão
- Norah Fontes
- Marília Franco
- Flora Geny
- Manuel Inocêncio
- Natália Kurkidjan
- Dermival Costa Lima
- Machadinho
- Barreto Machado
- César Monteclaro
- João Monteiro
- Alfredo Nagib
- Júlio Nagib
- Macedo Neto
- Nelson Novaes
- Anselmo Oliveira
- Arnaldo Pescuma
- Antônio Rago
- Lolita Rodrigues
- Antônio Santi
- Carmem Silva
- Homero Silva
- Osny Silva
- José Júlio Spiewak
- Américo Taricano
- Oduvaldo Viana Filho
- Maria Vidal